# Gallinaro
Gallinaro là một đô thị ở tỉnh Frosinone trong vùng Lazio, có vị trí cách khoảng 110 km về phía đông của Roma và khoảng 40 km về phía đông của Frosinone. Tại thời điểm ngày 31 tháng 12 năm 2004, đô thị này có dân số 1.251 người và diện tích là 17,6 km².
Gallinaro giáp các đô thị: Alvito, Atina, Picinisco, San Donato Val di Comino, Settefrati.